# Grijó de Parada
Grijó de Parada ist eine Gemeinde (Freguesia) im portugiesischen Kreis Bragança, im äußersten Nordosten Portugals, nahe der Grenze zu Spanien. In Grijó de Parada leben 248 Einwohner (Stand 19. April 2021).